# Souci (papillon)
Pour les articles homonymes, voir Souci.
Colias crocea
Espèce
Statut de conservation UICN

 LC : Préoccupation mineure
Le Souci (Colias crocea ou Colias croceus) est une espèce paléarctique de lépidoptères (papillons) migrateurs de la famille des Pieridae et de la sous-famille des Coliadinae.

## Noms vernaculaires
- En français : le Souci[1].
- En anglais : Clouded Yellow[2].
- En allemand : Postillon, Postillion ou Wander-Gelbling[3].
- En néerlandais : oranje luzernevlinder.
- En polonais : Szlaczkoń siarecznik.

## Description

### Papillon
L'imago du Souci est un papillon de taille moyenne, dont l'envergure varie de 42 à 54 mm.
Le dessus des ailes a un fond jaune orangé avec une tache discoïdale noire à l'aile antérieure, une tache discoïdale orangée à l'aile postérieure, et une épaisse bordure noire aux quatre ailes. Chez la femelle, cette bordure contient des taches jaunes.
Le dessous des ailes est jaune avec des taches discoïdales et quelques taches postdiscales sombres.
Chez les femelles de la forme helice, la couleur de fond des ailes est blanc crémeux et non jaune orangé. On estime la fréquence de cette forme de 5 à 10 % dans toutes les populations[réf. souhaitée].
Le Souci a un vol rapide et se pose toujours ailes fermées.

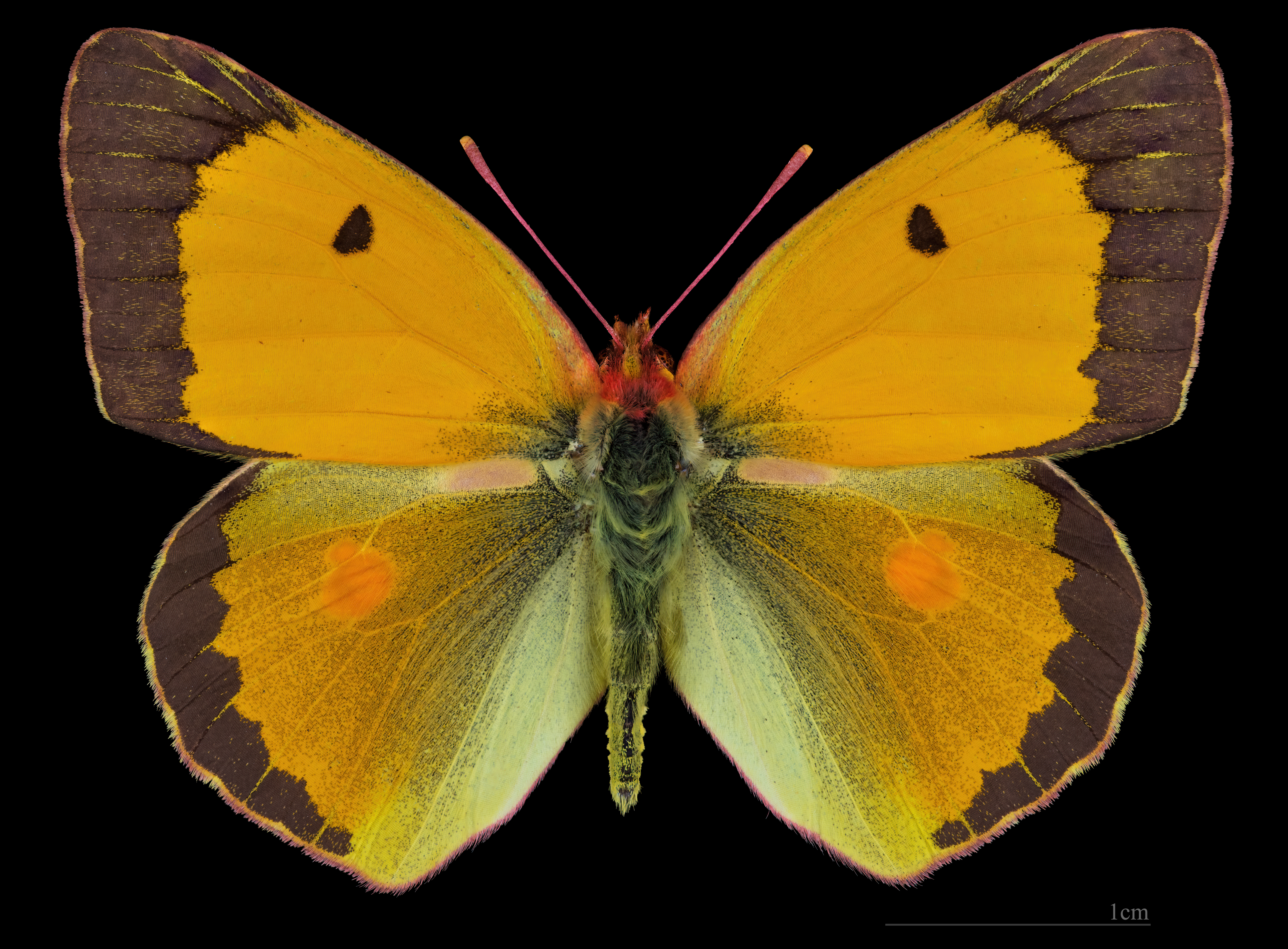
Colias croceus croceus ♂
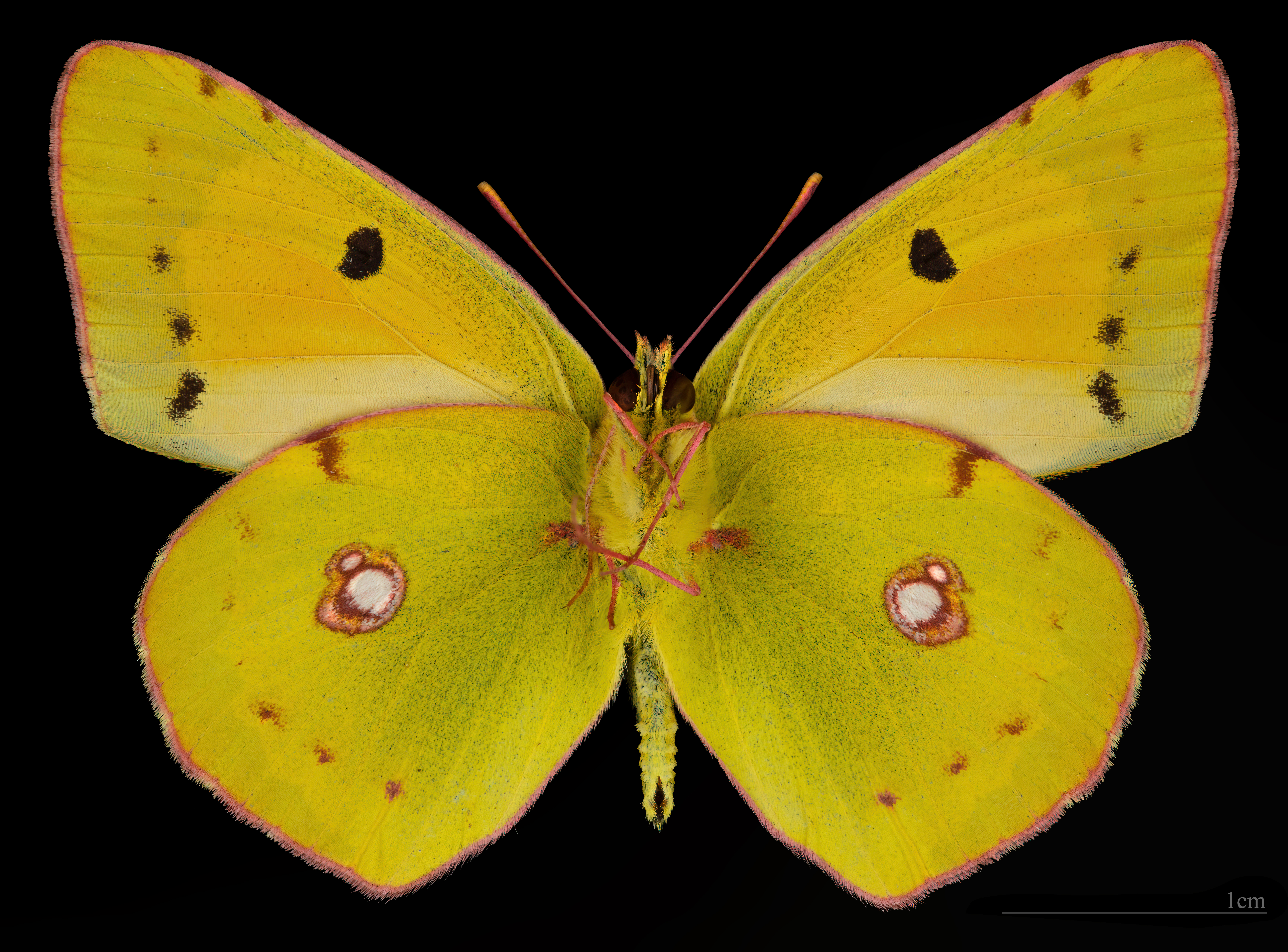
Colias croceus croceus ♂ △
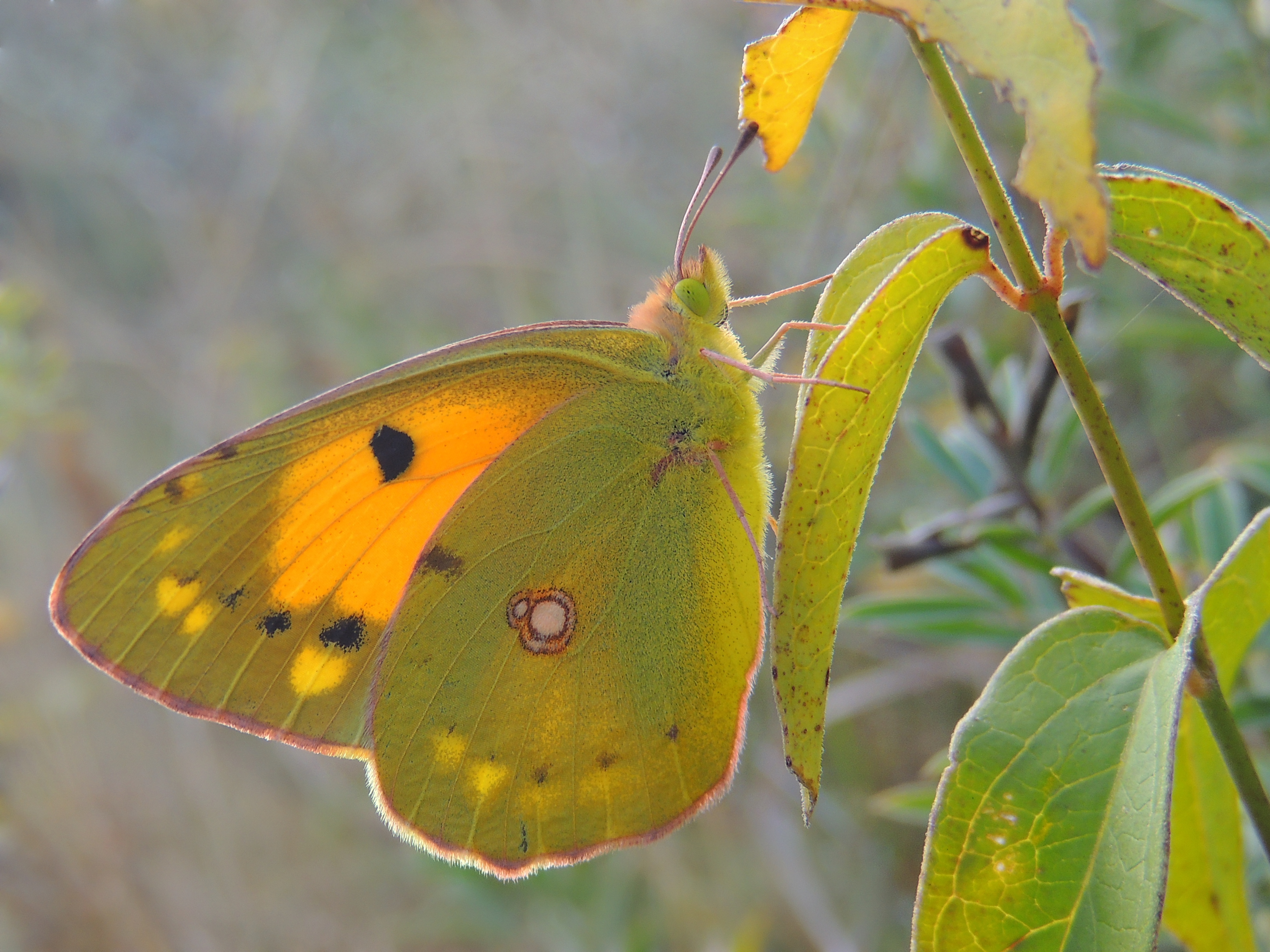
Dessous d'une femelle à contre-jour, montrant par transparence les taches jaunes dans la bordure noire du dessus.
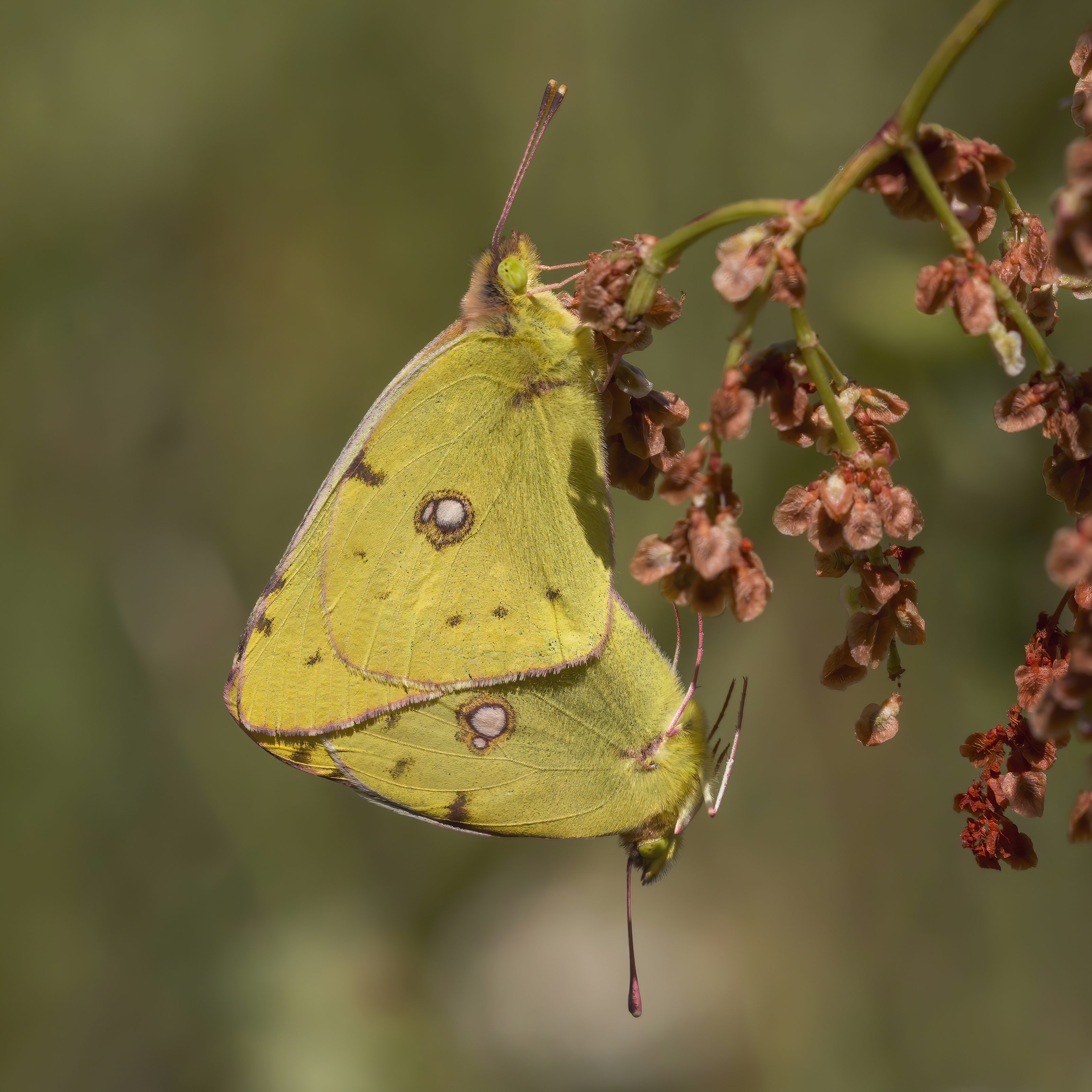
Accouplement.

#### Espèces ressemblantes
Le Souci peut être confondu avec d'autres espèces du genre Colias.
Il partage notamment avec le Vermeil (Colias aurorina), le Safrané (Colias myrmidone), l'Orangé (Colias chrysotheme) et le Corallin (Colias caucasica balcanica) le fait d'avoir le dessus des ailes jaune-orangé, mais ces derniers ont des aires de répartition plus restreintes et sont notamment absents d'Europe de l'Ouest.
Quand il est posé ailes repliées, le Souci est également difficile à distinguer du Fluoré (Colias alfacariensis) ou du Soufré (Colias hyale).

### Premiers stades
Les œufs sont jaune clair, deviennent roses et éclosent rapidement, donnant naissance à des chenilles vertes à poils blanchâtres, ornées d'une bande blanche à points orange et noirs sur le côté. L'été, elles se nymphosent au bout d'un mois.
La chrysalide est, elle aussi, vert vif avec une raie jaune.

## Biologie

### Phénologie
Le Souci est multivoltin et ses imagos volent d'avril à octobre. Il hiverne sous forme de chenille.

### Plantes hôtes
Les plantes hôtes de la chenille sont des légumineuses, dont la luzerne et le trèfle.

## Distribution et biotopes
Le Souci se rencontre dans l'Ouest de l'écozone paléarctique : en Afrique du Nord, au Moyen-Orient jusqu'en Iran, et dans toute l'Europe sauf le Nord de la Scandinavie.
Il est autochtone dans les régions tempérées du pourtour méditerranéen, et migre au printemps vers l'Europe.
Sa présence est signalée dans tous les départements de France métropolitaine.
L'espèce affectionne les friches fleuries, jusqu'à environ 2 200 m d'altitude.

## Taxonomie
L'espèce actuellement appelée Colias crocea a été décrite par l'entomologiste français Étienne Louis Geoffroy en 1785, sous le nom initial de Papilio croceus.
Elle souvent appelée Colias croceus, mais certains auteurs considèrent cette combinaison comme fautive car l'adjectif latin croceus (-a, -um) doit être accordé avec le nom féminin Colias.

## Sous-espèces et formes
- Colias croceus croceus
- Colias croceus f. deserticola (Verity, 1909)
- Colias croceus f. helice (Hübner)[9],
- Colias croceus f. helicina (Oberthür, 1880)[10]
- Colias crocea f. mediterranea (Stauder, 1913).

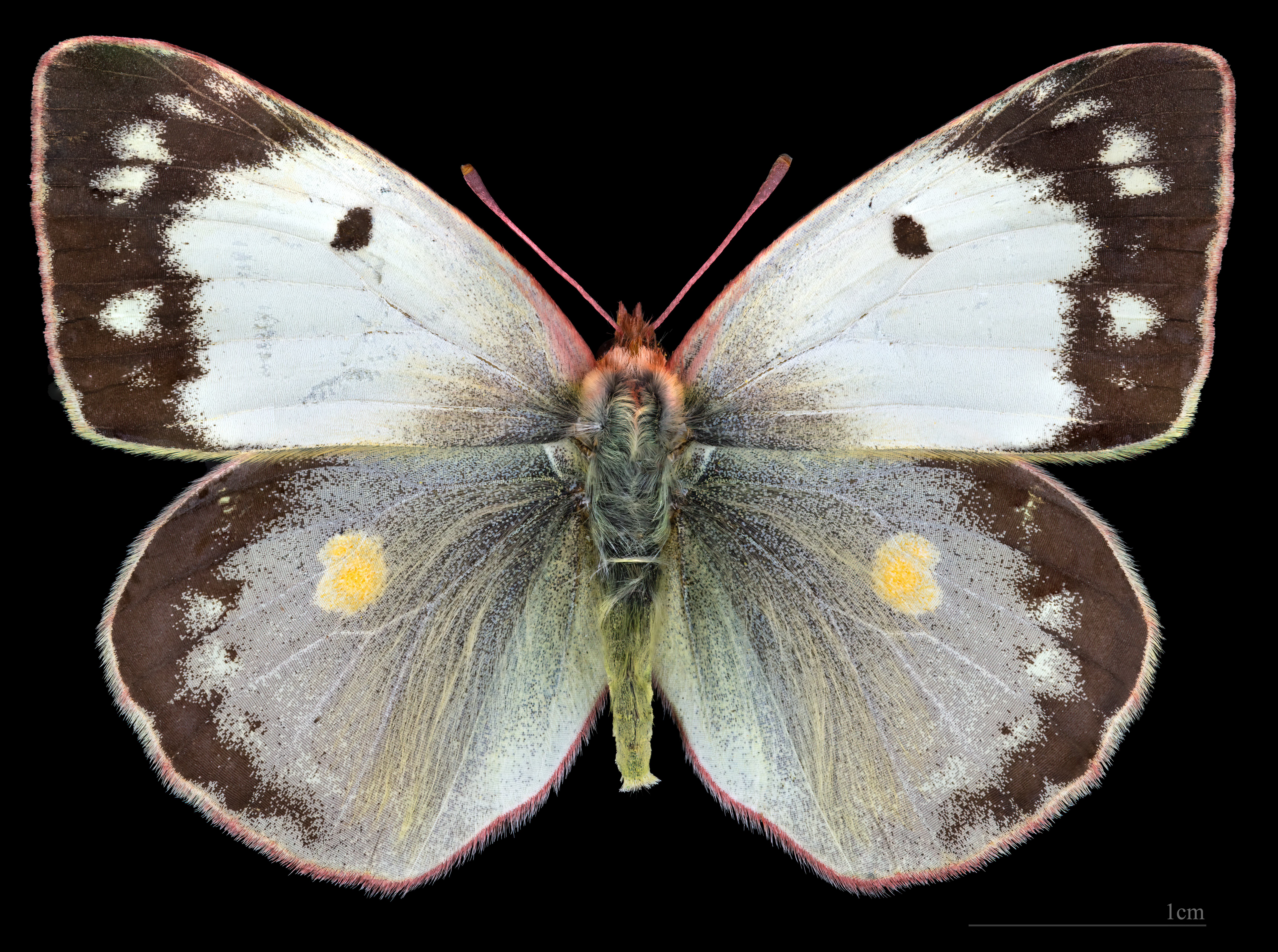
Colias croceus f. helice ♀.
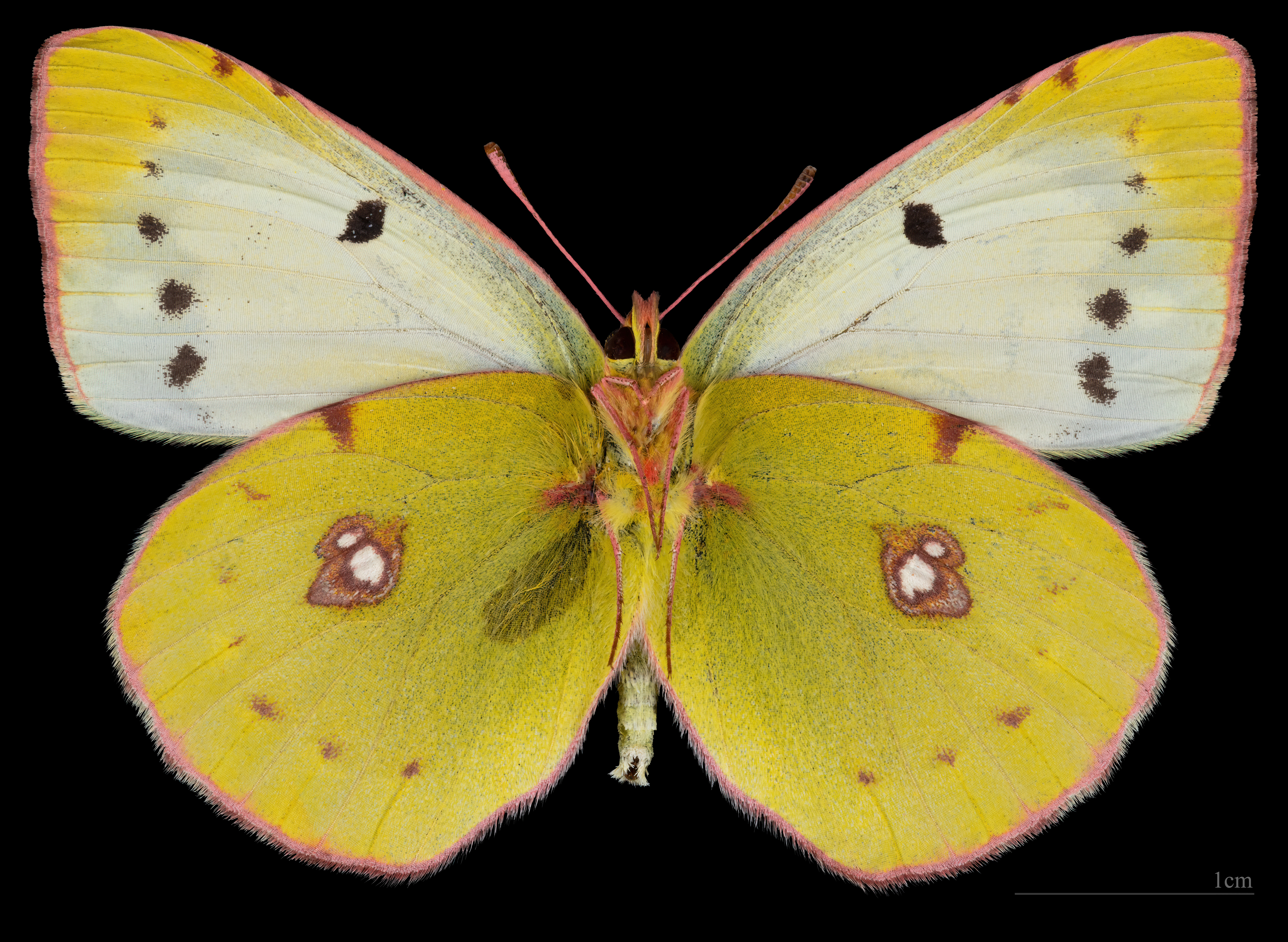
Colias croceus f. helice ♀  △.

## Protection
L'espèce n'a pas de statut de protection particulier en France.

## Philatélie
Ce papillon figure sur un timbre-poste de la République démocratique allemande de 1964 (valeur faciale : 25 pfennigs).